# Paul Verneyras
Paul Verneyras est un homme politique, syndicaliste et homme de presse français né le 19 mai 1898 à Troyes et mort à 98 ans le 19 mai 1996 à Mathaux.

## Biographie
D'origine modeste, son père est agent de police et sa mère brodeuse, il passe son certificat d'études à Troyes. Il découvre en parallèle le christianisme, sa famille y étant plutôt indifférent. Il commence à travailler comme ouvrier textile et participe à un cercle catholique d'ouvriers animé par les Jésuites qui y expérimentent l'action sociale. Avec eux, il va découvrir la pensée de Marc Sangnier et du Sillon. Ils l'initient également à la littérature et au théâtre. Après avoir fait la connaissance de Léon Jouhaux à la Bourse du travail de Troyes, il entre à la CGT puis adhère à la Jeune République.
Il est mobilisé en 1916 et intégré dans un régiment de chasseurs à pied. Blessé à deux reprises et gazé, il recevra la croix de guerre.
À la fin de la guerre, il retourne travailler dans son usine de bonneterie et décide d'organiser des syndicats chrétiens dans les usines textiles de l'Aube. Il est l'un des membres fondateurs de la CFTC en 1920 dont il devient secrétaire général de l'Union départementale de l'Aube. Il milite également pour le Parti démocrate populaire. Ce catholicisme social et le refus des discriminations sociales marqueront toute sa vie. Il dirigera ensuite une scierie à Mathaux, un village de l'Aube non loin de Brienne-le-Château puis rachète une librairie dans le 19e arrondissement de Paris, rue Manin, juste avant la guerre.
Il entre dans la Résistance dès 1940 en participant au développement du mouvement Libération-Nord avec Gaston Tessier qu'il cachera plusieurs mois dans son appartement (il recevra la rosette de la Résistance et sera fait officier de la Légion d'honneur pour son action pendant l'Occupation). À la Libération, il est nommé maire adjoint du 19e arrondissement et premier vice-président du conseil municipal de Paris. En novembre 1944, il est désigné pour siéger à l'Assemblée consultative provisoire, au titre du mouvement Libération-Nord. Il est élu en octobre 1945 député MRP dans la troisième circonscription de la Seine (Paris) à la première Assemblée nationale constituante, second sur la liste menée par Marc Sangnier. La liste finit seconde avec trois élus (avec Francine Lefebvre), derrière celle du Parti communiste (119 472 voix contre 163 512). Aux élections de juin 1946, il perd son siège, n'étant placé que 3e sur la liste. Il le récupère quelques mois plus tard lors des élections de novembre 1946. Il siège alors à la Commission nationale de la presse et de l'information. Il s'intéresse également à l'aide au cinéma et à des manifestations comme le festival de Cannes dont il sera membre suppléant du jury en 1949 et en 1951.
En 1951, il dirige une liste dissidente du MRP dite « Mouvement républicain indépendant » dans la 3e circonscription de la Seine. C'est un échec et il est battu. Il va alors se consacrer entièrement à ses activités professionnelles dans la presse, restant seulement conseiller municipal du 19e arrondissement. Il sera ainsi administrateur de Libé-Soir, de Paris-Normandie, il va également diriger les Nouvelles messageries de la presse parisienne. Il fréquente les patrons de presse Émilien Amaury et Robert Hersant. Il siège à différents conseils d'administration dont les Galeries Lafayette. Homme de contact facile et fidèle en amitié, il entretiendra tout au long de sa vie un large réseau de relations, organisant fréquemment des rencontres entre responsables économiques, politiques et syndicaux. Il désapprouve la déconfessionnalisation de la CFTC en 1962 et est partisan d'une union entre le MRP et la SFIO dans les années 1960. Il s'oppose à Jean Lecanuet et à la disparition du MRP au profit du Centre démocrate.
Il va ensuite partager sa vie entre Mathaux dans l'Aube, où il a acquis une propriété et son domicile de la rue Manin, donnant sur les Buttes-Chaumont dans le 19e arrondissement. Il tient, dans ses deux lieux, table ouverte, recevant de nombreuses personnalités notamment issues de la démocratie chrétienne ou de la presse. Il créera également un club de recherche et d'information sur le Briennois.